# Hoằng Cảnh
Hoằng Cảnh (tiếng Mãn: ᡥᡡᠩ ᡤᡳᡠᠩ, Möllendorff: hūng giong, chữ Hán: 弘暻; 24 tháng 8 năm 1711 - 15 tháng 8 năm 1777), Ái Tân Giác La, là một Tông thất của nhà Thanh trong lịch sử Trung Quốc.

## Cuộc đời
Hoằng Cảnh được sinh ra vào giờ Tuất, ngày 11 tháng 7 (âm lịch) năm Khang Hi thứ 50 (1711), trong gia tộc Ái Tân Giác La. Ông là con trai thứ sáu của Thuần Độ Thân vương Dận Hựu, mẹ ông là Trắc Phúc tấn Ba Nhĩ Đạt thị (巴爾達氏). Năm Ung Chính thứ 5 (1727), tháng 4, huynh trưởng của ông là Thuần vương phủ Thế tử Hoằng Thự (弘曙) bị cách tước, nên ông được Ung Chính Đế chỉ định làm Thuần vương phủ Thế tử. Năm thứ 8 (1730), tháng 9, phụ thân ông qua đời, ông được tập tước Thuần Thân vương đời thứ 2, nhưng Thuần vương phủ không phải thừa kế võng thế, nên ông chỉ được phong làm Thuần Quận vương (淳郡王).
Khi Ung Chính Đế băng hà, ông được Càn Long Đế đặc ân vào cung mà thực hiện tang lễ. Năm Càn Long thứ 4 (1739), tháng 12, quản lý Chính Hồng kỳ Giác La học (覺羅學). Năm thứ 5 (1740), tháng 3, thụ Đô thống Hán quân Chính Hoàng kỳ. Năm thứ 11 (1746), tháng 12, ông bị cách chức Đô thống. Năm thứ 27 (1762), tháng 4, ông tham ô thuế đồng ruộng, bị Càn Long Đế giao cho Tông Nhân phủ nghị sát và bị định tội. Năm thứ 42 (1777), ngày 13 tháng 7 (âm lịch), giờ Hợi, ông qua đời, thọ 67 tuổi, được truy thụy Thuần Thận Quận vương (淳慎郡王).

## Gia quyến

### Thê thiếp
- Đích Phúc tấn: Y Nhĩ Căn Giác La thị (伊爾根覺羅氏), con gái của Cáp Nghị trung Nghi Khắc Thiện (宜克善).
- Trắc Phúc tấn:
  - Phú Sát thị (富察氏), con gái của Đồ Thập Ba (圖什巴).
  - Đặng thị (鄧氏), con gái của Đặng Văn Cẩm (鄧文錦).
  - Nhan thị (顏氏), con gái của Thường Phúc (常福).
- Thứ Phúc tấn:
  - Lôi thị (雷氏), con gái của Tá lãnh Lôi Thế Tuấn (雷世俊).
  - Nạp Lan thị (納喇氏), con gái của Tát Nhĩ Đồ (薩爾圖).
  - Trương thị (張氏), con gái của Trương Thường Thắng (張常勝).
  - Trát Khố Tháp thị (扎庫塔氏), con gái của Hộ quân Trương Trung (張忠).
- Thứ thiếp:
  - Quách thị (郭氏), con gái của Quách Trụ (郭住).
  - Dương thị (楊氏), con gái của Đức Minh (德明).

### Con trai
1. Vĩnh Phan (永璠; 1735 - 1777), mẹ là Thứ Phúc tấn Lôi thị. Có mười con trai.
2. Vĩnh Diệu (永耀; 1740 - 1802), mẹ là Thứ Phúc tấn Nạp Lan thị. Có năm con trai.
3. Vĩnh Hiệp (永協; 1746 - 1749), mẹ là Thứ Phúc tấn Trương thị. Chết yểu.
4. Vĩnh Cáp (永恰; 1746 - ?), mẹ là Thứ Phúc tấn Trát Khố Tháp thị. Năm 1757 được cho làm con thừa tự của Hoằng Thái (弘泰) - con trai thứ bảy của Dận Hựu.
5. Vĩnh Trác (永卓; 1749 - 1750), mẹ là Trắc Phúc tấn Đặng thị. Chết yểu.
6. Vĩnh Khoát (永廣; 1749 - 1759), mẹ là Thứ Phúc tấn Trương thị. Chết yểu.
7. Thất tử (1767 - 1769), mẹ là Thứ thiếp Quách thị. Chết yểu, chưa kịp đặt tên.
8. Vĩnh Vân (永鋆; 1771 - 1820), mẹ là Trắc Phúc tấn Nhan thị. Năm 1778 được tập tước Thuần Thân vương (淳親王) và được phong Bối lặc (貝勒). Có mười con trai.

### Con gái
- Trưởng nữ, được phong làm Huyện quân, tháng 12 năm Càn Long thứ 7 (1742) thành hôn với Tam đẳng Thai cát Thùy Tể Trát Nhĩ (垂濟扎爾) của Ngao Hán bộ – hậu duệ của Cố Luân Ngao Hán Công chúa. Sau khi bà qua đời, Thùy Tể Trát Nhĩ tái giá với con gái thứ 16 của Lý Thân vương Hoằng Tích vào năm 1745.